# Avlí
Avlí (Avli, Gefyra Avlis, Gefyria Avlis) är en ort i Grekland.   Den ligger i prefekturen Nomós Kaválas och regionen Östra Makedonien och Thrakien, i den nordöstra delen av landet, 300 km norr om huvudstaden Aten. Avlí ligger 146 meter över havet och antalet invånare är 504.
Terrängen runt Avlí är kuperad åt sydost, men åt nordväst är den bergig. Runt Avlí är det ganska glesbefolkat, med 47 invånare per kvadratkilometer. Närmaste större samhälle är Eleftheroúpolis, 7,6 km nordost om Avlí. I omgivningarna runt Avlí växer i huvudsak blandskog.